# Макис Цитас
Макис Цитас (на гръцки: Μάκης Τσίτας) е гръцки журналист, драматург, поет и писател на произведения в жанра драма и детска литература.

## Биография и творчество
Макис Цитас е роден на 23 януари 1971 г. в македонския град Енидже Вардар (Яница), Гърция. Завършва специалност журналистика в Солунския университет.
След дипломирането си работи с няколко радиостанции в Солун. През 1994 г. се премества в Атина. Работи в областта на издателската дейност и журналистиката. В периода 1994 – 2005 г. е главен редактор на списание „Перипус“, а в периода 2006 – 2011 г. е съредактор и директор на сп. „Индекс“. От 2012 г. ръководи най-големия гръцки сайт за онлайн новини за книги и култура – „Diastixo.gr“. Член е на Дружеството на писателите на Гърция и на неговия административен съвет.
Първият му сборник с разкази „Πάτυ εκ του Πετρούλα“ (Пати от Петрулас) е издаден през 1996 г. Издаден в България като „Облечи си жилетката“, сборникът съдържа 17 разкази написани в периода от 1989 до 1994 г. в Солун.
От 2004 г. зарочва да пише произведения за деца. В България е издадена книгата му „Бездомният Костас“.
Дебютният му роман „Бог ми е свидетел“ е издаден през 2013 г. Главният герой Хрисоваландис е петдесетгодишен мъж, наскоро е загубил работата си, има влошено здраве и разказва с особено чувство за хумор историята на живота си. Религиозен и наивен той винаги е бил жертва на хората около себе си – нагли шефове, продажни жени и собственото му семейство. Хрисоваландис е трагичен, но симпатичен антигерой, който обикаля по улиците на Атина на Бъдни вечер само с един куфар. През 2014 г. романът получава Наградата за литература на Европейския съюз. Удостоен е и с наградите на общините Атина, Пела и Воден, Воденската централна общинска библиотека, както и на Централния регион Македония. Романът е преведен на 12 европейски езика. По него е направена театрална пиеса, която се играе в гръцките теагри.
Литературните му произведения са включени в антологии, публикувани са в списания и вестници и са преведени на много езици.
Макис Цитас живее в Атина.

## Произведения

### Самостоятелни романи
- Μάρτυς μου ο Θεός (2013, 2020) – награда за литература на Европейския съюз
Бог ми е свидетел, изд. „Светлана Янчева – Изида“ (2017), прев. Здравка Михайлова
- Το ξανά (2015)
- Πέντε στάσεις (2020)

### Детска литература
- Η Δώρα και ο Οδυσσέας (2004)
- Χριστούγεννα στο νηπιαγωγείο (2005)
- Ποιανού είναι αυτή η σούπα (2005)
- Δε μου αρέσει το γάλα (2005)
- Οι φίλοι (2006)
- Ο Κοκκινούλης (2006)
- Μη φεύγεις (2009)
- Γιατί δε μετράς προβατάκια (2011)
- Πάρε με κι εμένα μαζί σου (2012)
- Μην Ταλαιπωρείς τον Αϊ Βασίλη (2012)
- Αχ, αυτοί οι γονείς (2013)
- Απ’ έξω κι ανακατωτά (2014)
- Ο αδέσποτος Κώστας (2014)
Бездомният Костас, изд. „Светлана Янчева – Изида“ (2019), прев. Здравка Михайлова
- Βρες ποιος είμαι! (2014)
- Ο μεγάλος μου αδερφός (2015)
- Το όνομά μου είναι Δώρα! (2017)
- Ο δικός μου ο μπαμπάς (2017)
- Μια μικρή διάσημη (2017)
- Δώρο γενεθλίων (2018)
- Και βγάζω το καπέλο μου... (2018)
- Μπροστά στην τηλεόραση (2019)
- Ο δικός μου ο παππούς (2019)
- Ο γενναίος ιππότης και η χαμογελαστή βασίλισσα (2019)
- Η Δώρα και ο γάτος που τον έλεγαν Οδυσσέα (2020)

### Сборници
- Πάτυ εκ του Πετρούλα (1996) – разкази
Облечи си жилетката, изд.: ИК „Персей“, София (2019), прев. Здравка Михайлова

### Пиеси
- Στην πλατεία
- Η τηλεόραση

### Екранизации
- 2000 Vasilissa maimou – сценарий